# Acraea oncaea
Acraea oncaea là một loài bướm ngày thuộc họ Nymphalidae. Nó được tìm thấy ở KwaZulu-Natal, tỉnh Transvaal, Zimbabwe, Mozambique, từ miền đông châu Phi tới Abyssinia và ở Congo.
Sải cánh dài 40–48 mm đối với con đực và 43–55 mm đối với con cái. Con trưởng thành bay quanh năm, nhiều nhất vào từ tháng 9 đến tháng 5. Có nhiều lứa trong năm.
Ấu trùng ăn các loài Xylotheca kraussiana, Tricicleras longepedunculata và Passifloraceae, bao gồm Adenia.